# Иоиль (царь Дотаво)
Иоиль — царь христианского государства Дотаво в Нубии. Единственное датированное упоминание о его правлении относится к 1484 году.
Иоиль представляет собой одного из последних упоминаемых в источниках царей христианской Нубии. Он известен по граффити из кафедрального собора Фараса, надписи из церкви в Тамите, письму из Гебель-Адды, датированному 1484 годом, и надписи из церкви, расположенной рядом с этим местом. Такое количество надписей и других упоминаний кажется необычным, особенно для периода исчезновения христианских государств в Нубии. По этой причине Иоиль, несомненно, был значительным правителем; сообщается, что у него был, по крайней мере, один вассал — Тиеносси, царь Илената.